# 3119 Добронравін
3119 Добронравін  (3119 Dobronravin) — астероїд головного поясу, відкритий 30 грудня 1972 року.
Тіссеранів параметр щодо Юпітера — 3,197.